# 29952 Varghese
A 29952 Varghese (ideiglenes jelöléssel (29952) 1999 JL86) a Naprendszer kisbolygóövében található aszteroida. A LINEAR projekt keretében fedezték fel 1999. május 12-én.